# Gusti Stridsberg
Augustine Franziska (Gusti) Stridsberg, tidigare Jirku, ogift Mayer, född 22 augusti 1892 i Tjernivtsi, Österrike-Ungern (nuvarande Ukraina), död 13 mars 1978 på Lidingö, var en tyskspråkig svensk författare, journalist och spion. 
Hon anlände till Sverige 1939 och ingick ett proformaäktenskap med en svensk Spanienfrivillig, som upplöstes när hon hade erhållit svenskt medborgarskap. Hon var informatör åt den sovjetiska underrättelsetjänsten NKVD under täcknamnet ”Klara”, och avslöjades först efter spionparet Jevdokia Petrovas och Vladimir Petrovs avhopp i Australien 1954. Hennes mest kända verk är självbiografin Mina fem liv (1962), som också var hennes internationella genombrott.

## Biografi
Gusti Stridsberg, som var dotter till bankdirektören Ferdinand Mayer, föddes 1892 i Tjernivtsi i habsburgska riket och växte upp i Wien. Under barndomen reste hon mycket med fadern, bland annat till Italien, Schweiz, Nederländerna, Belgien och Storbritannien, vilket gjorde att hon tidigt lärde sig tala flera språk.
Under första världskriget arbetade hon som frivillig sjuksköterska i Wien. Hon mötte då den inkallade läkaren Bernhard Jirku, som hon gifte sig med 1916. Paret bosatte sig 1918 på slottet Hartenstein nära staden Slovenj Gradec, som efter krigsslutet kom att ligga i Jugoslavien men i nuvarande Slovenien. Efter att paret separerat efter några år bodde hon kvar på Hartenstein under 1920-talet och lärde sig då slovenska. Hennes översättningar av poeten Ivan Cankar till tyska utkom i slutet av 1920-talet. Vid det laget hade hon tröttnat på det enformiga lantlivet och återvänt till Wien. Hennes debutroman Zwischen den Zeiten gavs ut 1931.

### Moskva
En reportageresa till Sovjetunionen för tidningen Der Wiener Tag 1932 blev hennes genombrott i den genre som betydligt senare skulle komma att kallas ”new journalism”, och som kom att prägla hennes fortsatta litterära stil. På plats i Moskva fick hon, på rekommendation av Egon Erwin Kisch, arbete vid den sovjetiska radions utlandsredaktion, och ansvarade för dess sändningar på engelska och franska
I Moskva hade Stridsberg inlett en relation med den jugoslaviska kommunisten Vilim Horvaj. Efter återkomsten till Wien blev hon engagerad av ledningen i det då underjordiska jugoslaviska kommunistpartiet, som verkade med Österrike som bas; hennes tjeckoslovakiska medborgarskap gjorde att hon skickades på uppdrag för partiet i Jugoslavien. De skärpta politiska motsättningarna i landet under Engelbert Dollfuss austrofascistiska regim gjorde det allt svårare att arbeta underjordiskt i Wien, och 1933 återvände hon till Moskva, där hon bland annat verkade som tolk vid Kominterns sjunde kongress 1935. Även där var dock den politiska situationen betryckande, och med hjälp av ett förfalskat pass begav hon sig till Paris. På tåget från Berlin arresterades hon av Gestapo vid franska gränsen i Saarbrücken, delstatshuvudstad i det till Tyskland nyligen återförenade Saar. Hon lyckades dock bli frigiven efter några veckor i häkte.

### Spanien
I början av 1937 anslöt sig Gusti Stridsberg på Moskvas uppmaning till den republikanska sidan i spanska inbördeskriget. Väl där mötte hon åtskilliga svenskar, bland andra journalisten Barbro Alving, Georg Branting och Sonja Branting-Westerståhl. Sommaren 1938 började de internationella brigaderna avvecklas och efter 18 månader i Spanien tog hon sig illegalt över gränsen till Frankrike. Efter en tid i Paris reste hon vidare till Köpenhamn och därefter till Sverige, dit hon anlände i mars 1939. Kort därefter ansökte hon om uppehållstillstånd.

### Sverige
Tack vare kontakten med Sonja Branting-Westerståhl och andra svenskar kunde hon börja arbeta för det socialdemokratiska kvinnoförbundets tidskrift Morgonbris. Hon etablerade sig snabbt i det svenska samhället och i krigstidens kosmopolitiska Stockholm, men som utlänning och politisk flykting var hennes situation utsatt. Äktenskapet med Spanienveteranen Hugo Stridsberg syftade enbart till att ge henne svenskt medborgarskap och därmed skydd mot den rättsosäkerhet som de krigstida undantagslagarna medförde.

### Efterkrigstiden
I september 1955 hämtades Gusti Stridsberg av SÄPO och förhördes ingående. Hon medgav att hon arbetat för den sovjetiska underrättelsetjänsten men förnekade att verksamheten varit riktad mot Sverige och vägrade konsekvent att uppge vilka personer hon värvat eller samarbetat med. I protokollen finns flera av de teman och episoder som senare utgjorde centrala partier i det självbiografiska verket Menschen, Mächte und ich (på svenska Mina fem liv).
Gusti Stridsbergs underrättelsekontakter blev kända först långt efter hennes död 1978 i de sovjetiska underrättelsetelegram som 1996 offentliggjordes av amerikanska NSA (National Security Agency). Materialet är svårtytt och har bland annat lett till att hon och hennes dotter felaktigt har utpekats som agenter i San Francisco. Att de två förekommer i telegramtrafiken mellan Moskva och San Francisco beror på att den sovjetiska underrättelsetjänsten förmedlade pengar via Gusti Stridsbergs dotter, som bodde i Berkeley, för att på så sätt förse Gusti Stridsberg med en legal inkomstkälla.
Gusti Stridsberg var en kosmopolit som behärskade flera europeiska språk och hade förmåga att navigera i skilda kulturella och sociala miljöer. Hon var en av de skickligaste men därför också minst kända underrättelseagenter som verkade i Stockholm under krigsåren, och beskrevs av sin sovjetiska kontrollofficer Jevdokja Petrova som ”mycket intelligent och förslagen”. Stridsberg tillhör även den länge förbisedda kategorin utländska frivilliga kvinnor i spanska inbördeskriget.
Gusti Stridsberg begravdes på katolska kyrkogården i Stockholm den 21 mars 1978.